# Сеченов, Алексей Геннадьевич
Алексей Геннадьевич Сеченов (8 февраля 1966, Москва) — российский оператор и режиссёр. С 2004 года — член Академии Российского телевидения. С 2013 года — почётный член Российской академии художеств. С 2016 года — заслуженный деятель искусств Республики Татарстан. 30 ноября 2007 года основал компанию «Sechenov.com».

## Биография
Родился 8 февраля 1966 года в Москве. Обучался в МГТУ им. Н.Э. Баумана. В 1986 году после армии поступил на работу в телецентре «Останкино» в качестве осветителя, затем — оператора.
В 1991 году поступил во ВГИК (мастерская Владимира Кобрина, организованная совместно с Центром Ролана Быкова). Окончил ВГИК по специальности «Кинорежиссёр». Совмещал учёбу с работой оператора, активно работал над музыкальными и рекламными видео в качестве режиссёра. Всего снял около 80 музыкальных клипов для артистов российского шоу-бизнеса, такие как «Скорый поезд» (Г.Сукачёв), «Кудрявая» (А.Скляр), «Я милого узнаю по походке» (Г.Сукачёв, А.Скляр), «Сорок две минуты под землёй», «На краю заката», «Радио ночных дорог», «Далеко» (В.Сюткин), «Дорожная» (А.Крупнов), «Страна чудес» (С.Галанин), «Блюз», «Ночь перед рождеством» (М.Хлебникова).

### Оператор-постановщик
С 1996 по 2012 год работал оператором-постановщиком на следующих проектах:
- 2001 — Оператор-постановщик полнометражного художественного фильма «Праздник» (режиссёр — Гарик Сукачёв)[3].
- 1996 — Концерт группы «EAST 17» в СК «Олимпийский», Москва
- Рождественские встречи Аллы Пугачёвой
- Концерт Филиппа Киркорова в СК «Олимпийский», Москва
- Творческие вечера Игоря Крутого
- Концерт Аллы Пугачёвой в концертном зале «Россия», Москва
- Новогодние концерты на «Первом канале»
- 2003 — Концерты Пола Маккартни на Красной площади в Москве и на Дворцовой площади в Санкт-Петербурге
- Телевизионные шоу-программы «Фабрика звёзд» (2, 3, 4, 5 сезоны) и «Золотой граммофон»
- Фестивали «Новая волна», Юрмала, Латвия
- Отборочный конкурс Евровидения
- MTV Russia Music Awards в Государственном Кремлёвском Дворце, Москва
- 2005 — Праздник 60-летия Победы на Красной площади, Москва

### Режиссёр-постановщик
- 2004-2012 — Ежегодная национальная телевизионная премия в области популярной музыки «Премия МУЗ-ТВ» в СК «Олимпийский», Москва
- 2007 — Постановка оперы «Кармина Бурана», Киев (Украина)
- 2008 — Конкурс красоты «Miss DIM» в СК «Олимпийский», Москва[4]
- 2009 — Церемония открытия чемпионата Европы по художественной гимнастике, Баку (Азербайджан)
- 2010 — Презентация Зимних Олимпийских игр в Сочи и производство видеороликов для церемонии закрытия Зимних Олимпийский игр в Ванкувере
- 2010 — Концертная программа Дмитрия Хворостовского и Игоря Крутого «Дежавю» в Государственном Кремлёвском дворце, Москва[5]
- 2010 — Концертная программа Лары Фабиан и Игоря Крутого «Мадемуазель Живаго» в Государственном Кремлёвском дворце, Москва
- 2011 — Концертное шоу Сергея Лазарева «Биение сердца» в «Крокус Сити Холле», Москва
- 2011 — Церемония открытия VII Зимних Азиатских игр на стадионе «Астана Арена», Астана (Казахстан)[6]
- 2011 — Музыкальная поэма «Независимость – мечта моего народа», посвящённая двадцатилетию независимости Республики Казахстан, на стадионе «Астана-Арена», Астана (Казахстан)
- 2012 — Презентация Республики Казахстан в рамках отбора города проведения Всемирной выставки EXPO-2017
- 2013 — Концертное шоу Сергея Лазарева «LAZAREV» в СК «Олимпийский», Москва
- 2013 — Церемония открытия XXVII Всемирной летней Универсиады на стадионе «Казань Арена», Казань[7]
- 2013 — Церемония закрытия XXVII Всемирной летней Универсиады на стадионе «Казань Арена», Казань[8]
- 2013 — Боксёрский турнир и поединок Владимира Кличко и Александра Поветкина в СК «Олимпийский», Москва
- 2013 — Спектакль «Один прекрасный день» на благотворительном фестивале «Купи слона» в Государственном музее А.С. Пушкина, Москва
- 2014 — Спектакль «Рождественский вальс» на центральной аллее Всероссийского выставочного центра, Москва
- 2014 — Серия вечеров профессионального бокса в Москве
- 2014 — Юбилейные вечера Игоря Крутого в Государственном Кремлёвском дворце, Москва
- 2015 — Серия вечеров профессионального бокса в Москве и Казани
- 2015 — Церемония открытия 16-го чемпионата мира ФИНА по водным видам спорта на стадионе «Татнефть Арена», Казань[9]
- 2015 — Церемония закрытия 16-го чемпионата мира ФИНА по водным видам спорта на стадионе «Татнефть Арена», Казань
- 2015 — Церемония вручения Российской национальной музыкальной премии в концертном зале «Крокус Сити Холле», Москва
- 2016 — Серия вечеров профессионального бокса в Москве и Екатеринбурге
- 2016 — Концерты группы «Ночные снайперы» с программой «Выживут только влюблённые» в «Ray Just Arena» (Москва) и «А2 Green Concert» (Санкт-Петербург)
- 2016 — Концертное шоу Николая Баскова «Игра» в Государственном Кремлёвском Дворце, Москва
- 2016 — Торжественное открытие технического центра JCB, Москва
- 2016 — Церемония вручения Российской национальной музыкальной премии в Государственном Кремлёвском Дворце, Москва
- 2017 — Серия вечеров профессионального бокса в Москве и Екатеринбурге
- 2017 — Презентация истребителя МиГ-35, Москва
- 2017 — Концертное шоу Филиппа Киркорова в рамках фестиваля «Новая волна», Сочи
- 2017 — Церемония открытия XIX Всемирного фестиваля молодёжи и студентов в ледовом дворце «Большой», Сочи[10]
- 2017 — Церемония закрытия XIX Всемирного фестиваля молодёжи и студентов в ледовом дворце «Большой», Сочи
- 2017 — Ледовое шоу-мюзикл Татьяны Навки «Руслан и Людмила» в дворце спорта «Мегаспорт», Москва[11]
- 2018 — Гала-концерт молодёжного фестиваля «Поколение Next», в концертном зале «Роза Холл», Сочи
- 2018 — Голографический мюзикл «Саша | Alex» в концертном зале «Известия Hall», Москва[12]
- 2018 — Ледовое шоу-мюзикл Татьяны Навки «Аленький цветочек» во дворце спорта «Мегаспорт», Москва[13]
- 2019 — Церемония открытия II Европейских игр, Минск[14]
- 2019 — Церемония закрытия II Европейских игр, Минск
- 2019 — Церемония открытия 45-го мирового чемпионата по профессиональному мастерству по стандартам «Ворлдскиллс», Казань[15]
- 2019 — Церемония закрытия 45-го мирового чемпионата по профессиональному мастерству по стандартам «Ворлдскиллс», Казань
- 2019 — Вручение Второй всероссийской премии в области благотворительности «Лицо Нации», Москва[16]
- 2019 — Юбилейный вечер Игоря Крутого «Рапсодия льда. Когда я закрываю глаза» на ВТБ Арене, Москва[17]
- 2019 — Юбилейные вечера Игоря Крутого с Анной Нетребко и Юсифом Эйвазовым в Государственном Кремлёвском Дворце, Москва[18]
- 2019 — Вечер любителей единоборств, организованный телеканалом РЕН ТВ, поединок Александра Емельяненко и Михаила Кокляева на ВТБ Арене, Москва[19]
- 2019 — Сказка-мюзикл на льду «В поисках Тайного города» в рамках республиканской новогодней ёлки на стадионе «Татнефть Арена», Казань
- 2020 — Презентация техники JCB, Москва
- 2021 — Презентация официального логотипа Всемирных зимних игр Специальной Олимпиады 2022 года в г. Казани[20]
- 2021 — Мюзикл «Школьная история», приуроченный ко Дню учителя в Кремлёвском дворце[21]
- 2021 — Ледовое шоу-мюзикл Татьяны Навки «Лебединое озеро» во дворце спорта «Мегаспорт», Москва [22]
- 2022 — Церемония открытия 30-го Всероссийского фестиваля "Российская студенческая весна" на стадионе «Самара-арена», Самара [23][24]
- 2023 — Церемония открытия Единых игр Специальной олимпиады, Казань[25].

## Награды и премии
- 1993 — Первая режиссёрская премия конкурса «Поклонение» – музыкальное видео «Скорый поезд»
- 1998 — Приз «Золотая антенна» за лучшую операторскую работу – концерт Филиппа Киркорова в СК «Олимпийский», Москва
- 2001 — Приз «Лучшая операторская работа» на кинофестивале «Бригантина» за фильм «Праздник»
- 2004 — Номинация на премию «ТЭФИ»
- 2005 — Премия «ТЭФИ» в номинации «Оператор телевизионной программы»
- 2007 — Премия «ТЭФИ» в номинации «Оператор телевизионной программы»
- 2009 — Номинация на премию «ТЭФИ» «Режиссёр телевизионной программы»
- 2009 — Номинация на премию «ТЭФИ» «Оператор телевизионной программы»
- 2011 — Наградная медаль «20 лет Независимости Республики Казахстан» за создание церемонии открытия Азиатских игр в Астане
- 2013 — Благодарственная грамота от Президента Республики Татарстан за создание церемоний открытия и закрытия XXVII летней Универсиады в Казани
- 2017 — Памятная медаль и грамота за вклад в подготовку и проведение XIX Всемирного фестиваля молодёжи и студентов 2017 года в Сочи
- 2017 — Лауреат национальной премии «Театр масс» в номинации имени Всеволода Мейерхольда «Лучший режиссёр Театра масс»
- 2018 — Медаль ордена «За заслуги перед Отечеством» II степени — «за заслуги в подготовке и проведении XIX Всемирного фестиваля молодёжи и студентов в 2017 году в городе Сочи» [26]
- 2020 — Специальная премия Президента Республики Беларусь деятелям культуры и искусства (8 января 2020 года) — за разработку и реализацию творческой концепции масштабных церемоний открытия и закрытия II Европейских игр 2019 года[27].
- 2022 —  Заслуженный деятель культуры Самарской области за создание церемонии открытия 30-го Всероссийского фестиваля "Российская студенческая весна" [28].